# Flamingoer
 For alternative betydninger, se flamingo.
Flamingoer (Phoenicopteridae) er en familie af fugle. De er nært beslægtet med storkene og lever fortrinsvis i tropiske og subtropiske egne af verden. En undtagelse er dog det australske kontinent. De europæiske flamingoer lever hovedsagelig i Sydfrankrig, på den Iberiske Halvø og ved Donauflodens delta.
Flamingoer bliver omkring 20-30 år i naturen og kan blive helt op til 50 år i fangeskab.
Deres kolonier kan bestå af op til én million individer.

## Udseende
Flamingoernes farve er karakteristisk lyserød eller pink. Deres hals er lang og tynd, ligesom benene er slanke og spinkle. Næbbet er midtpå bøjet som en vinkel – føden raffineres ved at filtrere utøj fra ved hjælp af dette. Fødderne er forsynet med svømmehud som hos de årefodede fugle (Pelecanidae).

## Føde
Flamingoens næb er helt specielt, da det fungerer som et filter. Det filterer vandet eller mudderet fra føden, som hovedsagelig består af alger, krebsdyr og vandlevende invertabrater (hvirvelløse dyr). Det ses også ofte at flamingoen stepper rundt når den æder, for at sætte bevægelse i vandet, da dette vil fremme dens fangst.
Flamingoen kan desuden drikke vand der er tæt på kogepunktet.

## Reproduktion
I parrings-sæsonen vil man kunne se en flamingoflok danse rundt. Dette er deres parringsdans, som sikrer at alle individer i flokken er klar til at lægge æg på samme tid. Da flokke kan indeholde op til én million individer, vil denne dans sikre at alle individer ved at tiden er kommet til at formere sig. Flamingoer ligger på rede i de store flokke i lavvandede søområder og i saltsumpe, eksempelvis i de afrikanske chotts. Her bygger de tueformede platforme af mudder og dynd, hvorpå de kan bygge en rede. Temperaturen på toppen af den op til 20 centimeter høje mudder rede er lavere end det mudrede område omkring reden.
Når ungen klækker, fodres den af begge forældre med mælk fra deres kro. Dette mælk er rødt. Allerede en lille uge efter klækning vil unge begynde at forlade reden.

## Historie
Man har fundet 40 millioner år gamle forsiler, som ligner en tidlig form af den moderne flamingo. Flamingoen er derfor en af de ældste fuglearter.

## Arter
De fleste kilder anerkender seks flamingo-arter og placerer dem som regel i én slægt. To arter, nemlig Andesflamingoen og Punaflamingo, placeres undertiden i slægten Phoenicoparrus i stedet for Phoenicopterus.
| Art                          | Geografisk udbredelse | Geografisk udbredelse                                                       |
| ---------------------------- | --------------------- | --------------------------------------------------------------------------- |
| Stor flamingo (P. roseus)    | Gamle Verden          | Dele af Afrika, Sydeuropa og Syd- og Sydvestasien (mest udbredte flamingo). |
| Lille flamingo (P. minor)    | Gamle Verden          | Afrika (fx Great Rift Valley) til Nordvestindien (mest talstærke flamingo). |
| Chileflamingo (P. chilensis) | Nye Verden            | Tempererede, sydlige Sydamerika.                                            |
| Punaflamingo (P. jamesi)     | Nye Verden            | Høje Andes i Peru, Chile, Bolivia og Argentina.                             |
| Andesflamingo (P. andinus)   | Nye Verden            | Høje Andes i Peru, Chile, Bolivia og Argentina.                             |
| Cariberflamingo (P. ruber)   | Nye Verden            | Caribien og Galapagos.                                                      |

## Galleri
- Flamingoer i flugt
- Flok af flamingoer
- Phoenicopterus roseus

- Wikimedia Commons har flere filer relateret til Flamingoer

| Fugl | Spire Denne artikel om fugle er en spire som bør udbygges. Du er velkommen til at hjælpe Wikipedia ved at udvide den. |